# 佳能 EOS M6 Mark II
佳能 EOS M6 Mark II 是一款數位無反光鏡可換鏡頭相機，由佳能於2019年8月28日發布，並於2019年9月發售。與所有佳能 EOS M 系列相機一樣，Canon EOS M6 Mark II 使用佳能 EF-M 鏡頭卡口。 M6 Mark II 是 M5 (2016 年) 和M6 (2017 年) 的後續產品。
相機的基本功能與M6相同：沒有內建取景器。使用者可以額外購買電子觀景窗（CanonEVF-DC1或-DC2），價格為200歐元或更高；部分機身和套裝鏡頭的套裝中會包含此取景器。相機配備可翻轉螢幕，螢幕可向上旋轉，方便使用者在螢幕上看到自己。至於聲音，相機配備雙麥克風，可錄製立體聲音頻，但也有一個3.5毫米麥克風接口用於連接外接麥克風，但沒有耳機接口。
佳能 EOS M6 Mark II 可以錄製高達 29.97 fps的4K視頻和高達 119.88 fps的1080p 視頻，但在這種模式下，相機的雙像素自動對焦功能不可用。這款相機發佈時無法錄製 24 fps（23.97 fps）的4K影片；此功能已透過韌體更新添加。舊款相機可以從佳能網站免費下載更新。

## 主要特點
- 佳能EF-M接環鏡頭
- 3,250 萬像素雙像素APS-C CMOS感測器
- 可以以 29.97 fps 的速度錄製4K視頻，以1080p的速度錄製，最高可達 119.88。
- ISO 100 – 25600（擴展至 51200）
- 雙像素CMOS自動對焦
- 104萬點可傾斜後鉸接式 觸控螢幕
- 麥克風輸入（3.5 毫米）
- 間隔計連接埠（2.5 毫米）
- USB-C資料傳輸埠

## 外部連結
- EOS M6 Mark II EF-M 15-45mm IS STM Kit Black
- Canon EOS M6 II initial review: What's new and how it compares